# بخش بایرون، شهرستان کاس، مینه سوتا
بخش بایرون (به انگلیسی: Byron Township) یک منطقهٔ مسکونی در ایالات متحده آمریکا است که در شهرستان کاس، مینه‌سوتا واقع شده‌است.
 بخش بایرون ۹۳٫۰ کیلومتر مربع مساحت و ۱۱۸ نفر جمعیت دارد و ۳۹۷ متر بالاتر از سطح دریا واقع شده‌است.